# Economia della Nuova Zelanda

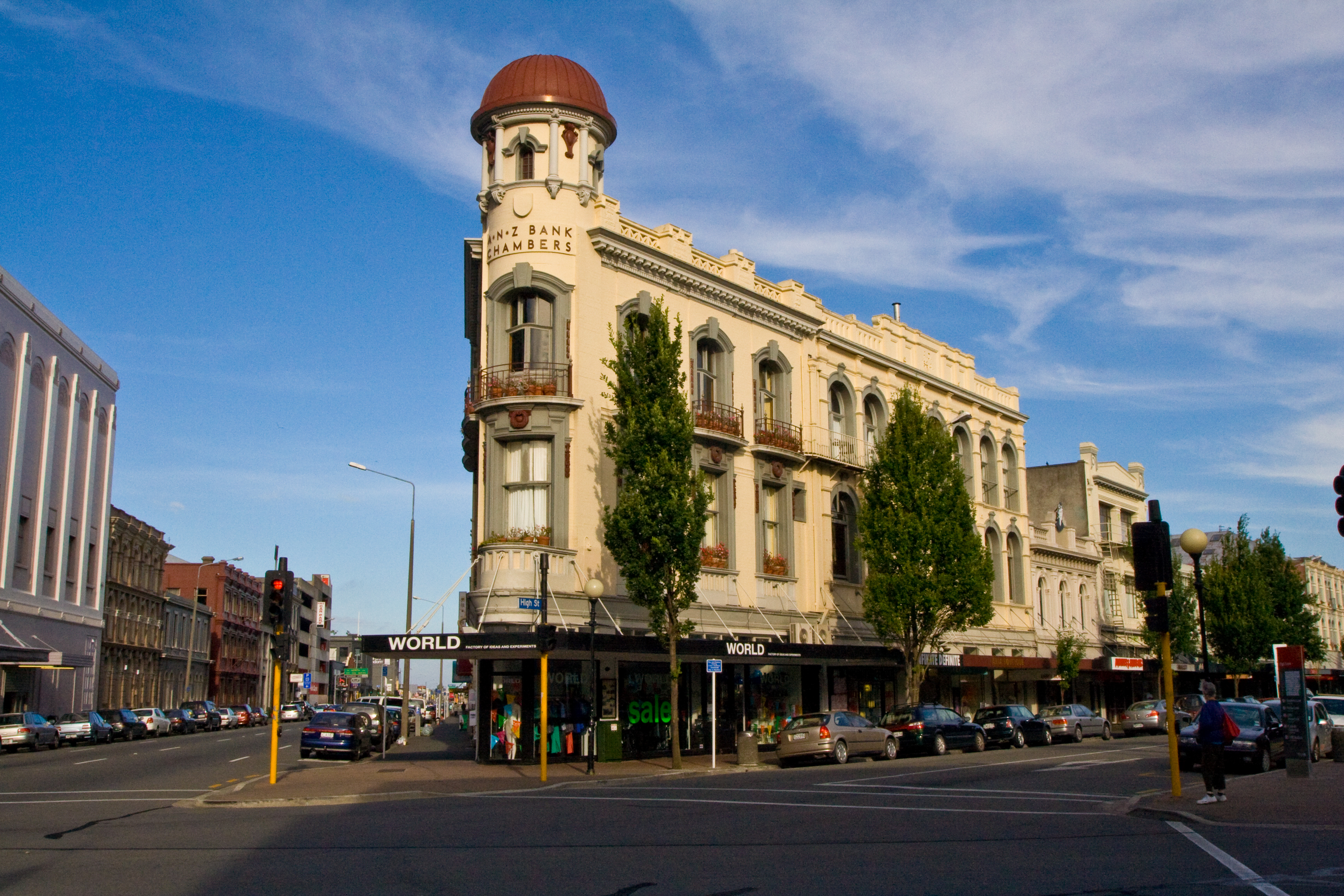
L'ANZ Bank di Christchurch

L'economia della Nuova Zelanda è una moderna economia di mercato, orientata allo sviluppo del settore dei servizi.

## Dati
Il Prodotto Interno Lordo a parità di potere d'acquisto: 130 882 milioni di $ (63º posto della classifica mondiale) che corrispondono a 29 491 $ pro capite (31º posto della classifica mondiale).

Bilancia dei pagamenti: −5,2 miliardi di $.

Inflazione: 5,9%

Disoccupazione: 3,2%.
La valuta utilizzata in Nuova Zelanda è il dollaro neozelandese.

## Settore primario
L'esiguità della popolazione e la prevalenza, nel territorio, di modeste ondulazioni, non favoriscono un'estesa agricoltura. L'agricoltura del paese costituisce quasi un modello di funzionalità ecologica ed economica. Produzioni prevalenti sono quelle dell'allevamento: lana di pecora e latte bovino. Proprio la produzione e l'esportazione di prodotti lattiero caseari è uno dei fulcri dell'economia del Paese. La cooperativa Fonterra, infatti, detiene il 30% dell'esportazione del latte nel mondo. I terreni sono poveri di fosforo; gli agricoltori neozelandesi diffondono fosfati, che sollecitano la crescita dei trifogli, il cui potere di fissare l'azoto atmosferico favorisce la crescita delle leguminose. È il maggiore degli allevamenti del mondo a non impiegare pressoché alcuna quantità di fertilizzanti azotati, notoriamente non favorevoli alle falde freatiche, pure realizzando produzioni di latte per capo e per ettaro di assoluto rilievo.
All'allevamento si unisce un settore frutticolo famoso nel mondo per le esportazioni di mele gala e di kiwi, un frutto selezionato dai genetisti neozelandesi.
A differenza dell'Australia, le risorse minerarie sono scarse; di un certo rilievo sono solo i giacimenti di ferro, oro e rame.

## Settore secondario

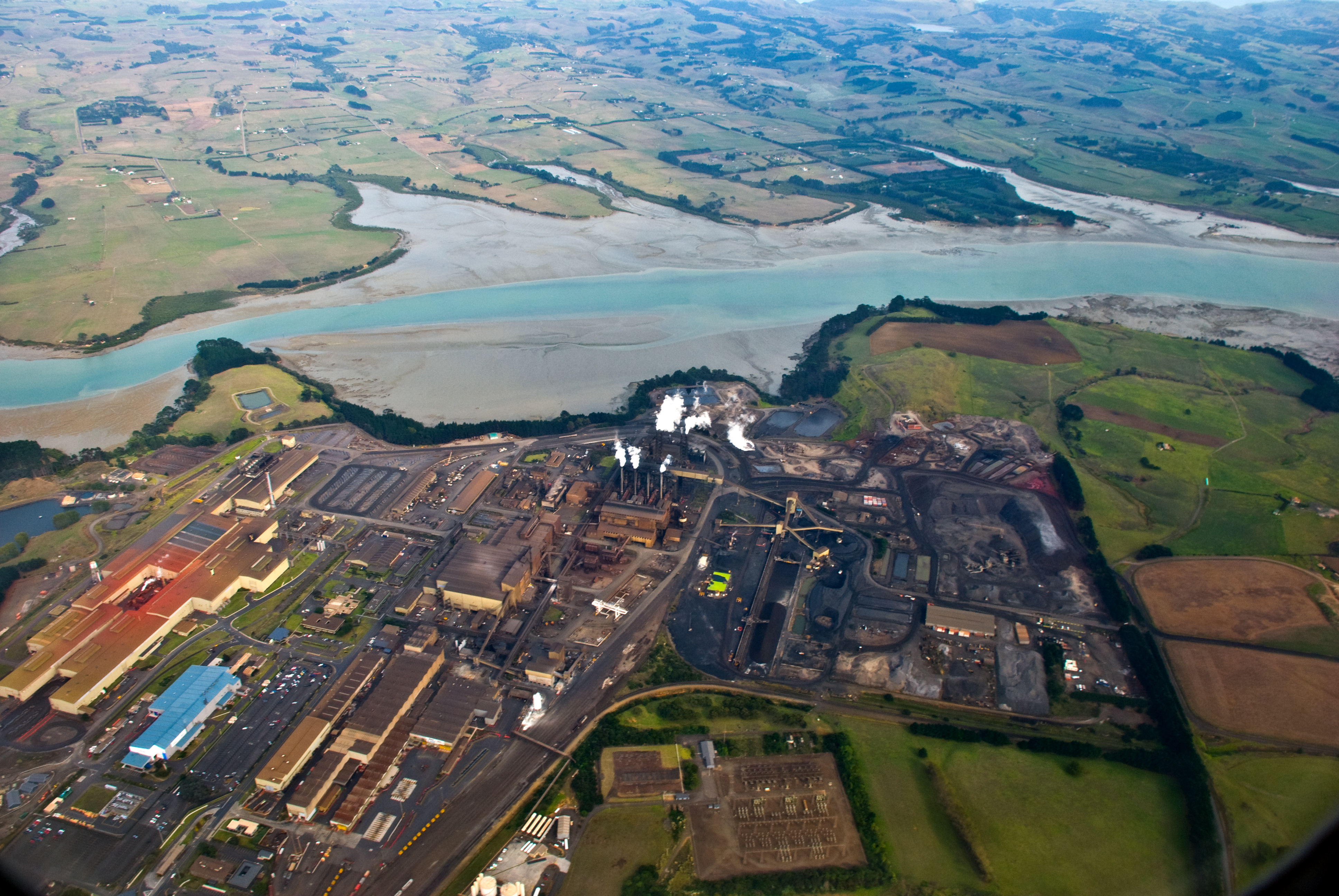
Centro siderurgico di Glenbrook, Auckland

Le industrie più importanti sono quelle agroalimentari, legate all'allevamento, e quelle che producono beni di consumo (industrie tessili e meccaniche). L'approvvigionamento di energia è assicurato principalmente da centrali idroelettriche, termiche e geotermiche.

## Settore terziario
La morfologia tormentata del territorio ostacola lo sviluppo delle comunicazioni; sono ben sviluppate le reti stradali, ma piuttosto carenti quelle ferroviarie. Se ne avvantaggia il trasporto aereo, molto funzionale. I servizi scolastici e sociali sono di ottimo livello, così come anche il turismo è molto sviluppato.

## Bilancia dei pagamenti

### Esportazioni
Australia 22,2%, Cina 12,5%, Stati Uniti 8,5%, Giappone 7,1%

### Importazioni
Cina 16,1%, Australia 15,9%, Stati Uniti 10,4%, Giappone 6,3%, Singapore 4,6%, Germania 4,3%

## Trasporti
La Nuova Zelanda ha sette aeroporti internazionali, il più importante dei quali è quello di Auckland. La maggior parte degli aeroporti internazionali serve solo l'Australia e le isole Fiji.
- Ferrovie: 3913 km
- Strade: 92975 km

Porti principali: Auckland, Wellington e Lyttelton.

## Turismo
Un visitatore ogni 2,3 abitanti.

Provenienza dei turisti: Australia 30%, USA 12%, Giappone 11%, Regno Unito 9%, Corea del Sud 5%, Italia 3%, altri 30%.